# Debreczeni Ferenc
Debreczeni Ferenc (Gyöngyös, 1948. március 24. –) Kossuth- és Liszt Ferenc-díjas zenész, dobos, az Omega tagja.

## Pályafutása
Nyolc évig zeneiskolás volt, klarinétozni tanult, majd a Kandó Kálmán Főiskolára járt. Bátyja, Csaba hatására kezdett el dobolni, akiből ugyancsak ismert zenész vált, többek között a Bergendy zenekarban játszott (később néhány Omega-koncerteken is vendégszerepelt).
Első zenekara a Devils volt, majd a Neoton tagjaként vált országosan ismertté. Vele készült az akkoriban még Balázs Fecót és Som Lajost is soraiban tudó együttes első nagylemeze. Még 1970-ben előzenekar voltak az Omega turnéján. Ennek a közös szereplésnek volt köszönhető, hogy amikor 1971-ben Laux József távozott az Omegából, Debreczenit hívták a helyére. A közönség Prágában láthatta először vele felállva az együttest, az új formáció első stúdiófelvételei pedig a Hűtlen barátok / Szomorú történet és Régvárt kedvesem / 200 évvel az utolsó háború után kislemezek voltak. Bár a tagcsere után már-már leírták az Omegát, a koncerteken hamar sikerült bizonyítaniuk, 1973-ban a nemzetközi piacon is megvetették lábukat, 1976-1979 között pedig olyan sikereket értek el idehaza és külföldön, amilyeneket magyar előadónak sem előtte, sem utána nem sikerült.
1994-től tagja volt az Omegával is együtt játszó Szekeres Tamás zenekarának, 2003-ban pedig csatlakozott az orvosok által alapított dr.Rock együtteshez.
Miután 2021-ben elhunyt az énekes Kóbor János, az Omega befejezte működését. Debreczeni Ferenc 2022-ben új zenekart alapított Omega Testamentum néven, az Omega emlékének ápolására. A zenekar első alkalommal 2022 augusztusában, az Őriszentpéteren rendezett emlékkoncerten állt színpadra.

## Díjai, elismerései
- Liszt Ferenc-díj – megosztva az Omega együttes tagjaival (1987)
- A Magyar Köztársasági Érdemrend kiskeresztje (1995)[1]
- Pro Urbe Budapestért díj – megosztva az Omega együttes tagjaival (2011)
- Kossuth-díj – megosztva az Omega együttes tagjaival (2013)
- Mihail Alekszandrovics Romanov orosz nagyherceg Emlékérem (2013)
- Gyöngyös díszpolgára (2015)[2]
- Fonogram Életműdíj – megosztva az Omega együttes tagjaival (2018)
- Inter-Lyra-díj[3]

## Diszkográfia

### Neoton
- Bolond város (1971)

### Omega
Itt az együttes Debreczeni Ferenccel készült soralbumai olvashatók, bővebben Omega szócikk. Az 1971-es Hűtlen barátok / Szomorú történet kislemezzel kezdve megjelent kiadványokon közreműködött.
- Élő Omega (1972)
- Omega 5 (1973)
- Omega 6 – Nem tudom a neved (1975)
- Omega 7 – Időrabló (1977)
- Omega 8 – Csillagok útján (1978)
- Gammapolis (1979)
- Omega X – Az arc (1981)
- Omega XI (1982)
- Omega 12 – A Föld árnyékos oldalán (1986)
- Omega XIII – Babylon (1987)
- Trans and dance (1995)
- Omega XV – Egy életre szól (1998)
- Égi jel: Omega (2006)
- Testamentum (2020)

### Komolyzenei Omega-átiratok
- Omega Rhapsody (2010)
- Omega Szimfónia & Rapszódia (2012)
- Omega Oratórium (2014)

### Szekeres Tamás
- Guitar Hits (Guitar Hardware I)
- Tamas Guitar Hardware I
- Blue Syndicate
- The Loner (Guitar Hardware II)
- Live in Budapest
- King Street Blues

### dr.Rock
- Megyünk tovább (2004)
- Budapest (2007)

### Közreműködések
- Mihály Tamás: Szintetizátor-varázs (1983)
- Molnár György: Megszakadt kapcsolat (1989)
- Benkő László: Omega-mix (1991)
- 56 csepp vér – rockmusical, zeneszerző: Mihály Tamás (2006)